# Geron canescens
Geron canescens är en tvåvingeart som beskrevs av Zaitzev 1962. Geron canescens ingår i släktet Geron och familjen svävflugor. Inga underarter finns listade i Catalogue of Life.